# Stenogammarus compressus
Stenogammarus compressus is een vlokreeftensoort uit de familie van de Pontogammaridae. De wetenschappelijke naam van de soort werd in 1894 voor het eerst geldig gepubliceerd door Georg Ossian Sars.